# 리브레 (출판사)
주식회사 리브레(株式会社リブレ)는 야오이 만화를 발행하는 일본의 출판사이다. 전신은 모회사의 파산으로 폐업한 비블로스이며, 애니메이트에 인수되어 2006년 5월 8일에 설립되었다. 모회사인 헤키텐샤의 파산은 연쇄적으로 2006년 4월에 비블로스의 파산까지 야기하였고, 같은 해 애니메이트에 인수되어 리브레 출판으로 상호를 바꾸기 전까지 모든 출판은 중단되었다. 《매거진 비x보이》나 《비x보이 골드》 같은 잡지는 계속 발행되었지만, 다른 잡지들이 재발행되기까지는 상당한 시간이 걸렸다.

## 발행 잡지
- 매거진 비x보이 (월간)
- 비x보이 골드 (격월간)
- 정크! 보이 (격년간)
- 구로후네 제로 (격년간)

### 엔솔로지
- B-보이스 지프 (격월간)
- 비 보이스 러브 (격월간)

### 소설 잡지
- 소설 비x보이 (월간)
- 소설 비스트 (계간)